# Sbor dobrovolných hasičů Mořkov

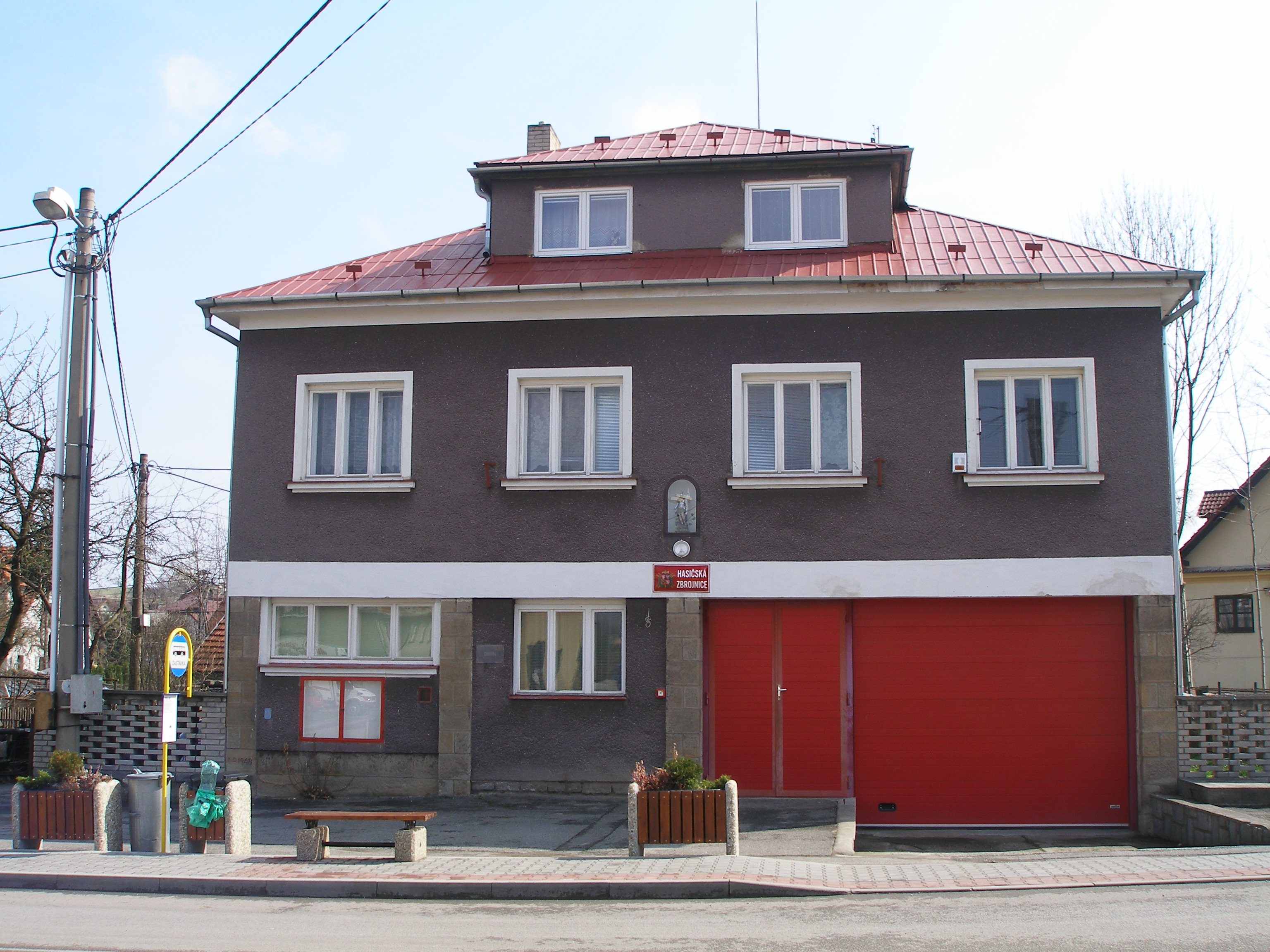
Hasičská stanice v Mořkově

Sbor dobrovolných hasičů Mořkov je organizace pomáhající při požární ochraně jak v obci, tak také v jejím okolí. Zajišťuje však i pomoc v případě nenadálých situací jakými jsou například čerpání vody či pomoc při povodních. Velitelem jednotky je Pavel Kudělka a její součástí jsou dále tři velitelé družstva, šest strojníků a deset hasičů. Od roku 1998 je součástí sboru také oddíl mladých požárníků, jehož členové se vzdělávají v problematice požární ochrany, seznamují se s hasičskou technikou a účastní se branných i jiných závodů.
Založen byl roku 1889, čímž se řadí mezi nejstarší spolky v Mořkově. Součástí sboru je též kapela sestávající ze členů hasičského sboru. Její členové hrají na sborových kulturních akcích a účastní se také plesů či tanečních večírků, které sbor pořádá (první ples se konal v roce 1890), či valašských svateb, jež jsou konány od roku 1983.

## Vybavení
Roku 1890 bylo pro sbor zakoupeno první vybavení (čtyři ruční stříkače s osmi koši a dvěma díly savic). Další vybavení bylo dokoupeno v letech 1894 a 1899, kdy byly pořízeny tři džberové stříkačky a dvacet metrů hadic, spolu s hasičským žebříkem, dvěma lucernami a pěti svítilnami. K tomu byly ještě pořízeny opasky a jedna sekera. Ve vlastnictví sboru byla též cisterna CAS Š706 MTHP, jež však byla 8. února 2008 prodána dobrovolným hasičům z Oldřichovic, kteří si ji během dvou let svépomocně zrenovovali a využívají ji ke svým pracovním potřebám. Hasičský sbor disponoval automobilem Fiat Ducato s přívěsným vozíkem. Ten nahradil roku 2014 devítimístný automobil Renault Trafic. Od roku 2007 disponuje i automobilem Tatra 815 Terrno 4x4 CAS 20. Od začátku roku 2019 se vozový park rozšířil o osmimístný dopravní automobil Volkswagen Transporter.